# Orson Knapp Miller
Orson Knapp Miller (ur. 19 grudnia 1930, zm. 9 czerwca 2006 w Boise) – amerykański mykolog.

## Życiorys
Wychował się w okolicach Cambridge w stanie Massachusetts. Był zawodnikiem drużyny futbolu amerykańskiego  Acton High School. Nauczyciel liceum zainspirował jego zainteresowania przyrodnicze. Po ukończeniu liceum rozpoczął studia na University of Massachusetts. Ukończył je w 1952 r. W następnym roku ożenił się i wyjechał do Niemiec, gdzie pracował w pobliżu Monachium jako urzędnik dla Centralnej Agencji Wywiadowczej. W 1955 r. rozpoczął studia podyplomowe z zakresu leśnictwa na  Uniwersytecie Michigan. Aby utrzymać rodzinę jednocześnie pracował w Intermountain Forest and Range Experiment Station w Idaho jako leśnik. Przypadkowe spotkanie tam ze specjalistą od grzybów żagwiowców (Polyporales) Josiahem Lowe'em dodatkowo pobudziło zainteresowanie Orsona grzybami, szczególnie tymi, które rozkładają drewno. W tym czasie poznał innego eksperta od żagwiowców, Roberta Lee Gilbertsona, co doprowadziło do ich dożywotniej przyjaźni i profesjonalnej współpracy. W 1958 r. Orson rozpoczął studia doktoranckie na Uniwersytecie Michigan w zakresie chorób drzew leśnych. Po uzyskaniu doktoratu pracował w kilku stanach jako leśniczy, jako wykładowca na Uniwersytecie w Idaho, był też zatrudniony w Forest Service Mycology Laboratory w Beltsville w stanie Maryland. W 1970 r. objął stanowisko na Politechnice w Virginii. Od 1964 roku aż do śmierci zamieszkał we własnym domu w pobliżu McCall w stanie Idaho. Na emeryturę przeszedł w 2002 r.

## Praca naukowa
W Moskwie badał kiełkowanie zarodników grzyba Echinodontium tinctorium wywołującego chorobę jodeł. W 1963 r. napisał rozprawę pt. Gomphidiaceae, monografia rodzajów i gatunków oraz ich rozmieszczenia na świecie.  Grzybami tej grupy interesował się przez całe życie. W 1972 roku opublikował duże dzieło będące wynikiem jego 15 letniej pracy – Grzyby Ameryki Północnej. Książka ta stała się standardowym i najczęściej stosowanym przewodnikiem do identyfikacji grzybów, nie tylko w Ameryce Północnej, ale także w wielu innych rejonach świata. W USA wznawiano jej wydanie ośmiokrotnie w łącznej ilości 245 tysięcy egzemplarzy. Później wspólnie z Hope wydali książkę Grzyby: jak je poznać, gdzie je znaleźć, czego unikać. Jako badacz skupił się przede wszystkim na systematyce i ekologii podstawczaków (Basidiomycota), w szczególności pieczarkowców (Agaricales), borowikowców (Boletales) i wnętrzniaków (Gasteromycetes). W sumie napisał siedem książek (jedna wydana pośmiertnie) oraz ponad 180 profesjonalnych artykułów, głównie na temat systematyki i ekologii podstawczaków. Ponad 30 z tych publikacji poświęcił grzybom z terenów arktycznych. Jako mentor nadzorował 32 prace dyplomowe i rozprawy doktorskie (14 doktoratów) dla 27 studentów, z których wielu jest obecnie mykologami w ponad 15 stanach USA. Znany na całym świecie i szanowany, był jednym z pierwszych mykologów, który wypełnił lukę między Europą a Ameryką Północną dzięki międzykontynentalnym wizytom badawczym. Orson i Hope udali się na wszystkie kontynenty oprócz Antarktydy, aby promować mykologię poprzez badania i prezentacje w wielu krajach. W pewnym sensie stał się ambasadorem mykologii, zawsze chętnym do angażowania się w działania mikologiczne w innych krajach, niezależnie od tego, czy były to warsztaty, kursy, prezentacje czy wspólne badania. W wyniku tych podróży zebrał ponad 29 000 kolekcji „OKM” grzybów zdeponowanych obecnie głównie w Blacksburg Massey Herbarium.
Orson opisał ponad 100 nowych gatunków grzybów i co najmniej dwa rodzaje. Wśród muchomorów (Amanita) opisał 23 nowe gatunki z Australii, Idaho, Oregonu, Hawajów, Antylów i południowo-wschodnich stanów USA. W naukowych nazwach utworzonych przez niego taksonów dodawany jest skrót jego nazwiska O.K. Miller.